# Calliphora subalpina
Calliphora subalpina är en tvåvingeart som först beskrevs av Ringdahl 1931.  Calliphora subalpina ingår i släktet Calliphora och familjen spyflugor. Arten är reproducerande i Sverige. Inga underarter finns listade i Catalogue of Life.